# Divini Illius Magistri
Divini Illius Magistri (inici en llatí de la frase que diu «En ser el representant a la Terra d'Aquell Mestre Diví…) és una encíclica escrita pel papa Pius XI, promulgada el 31 de desembre de 1929 sobre el tema de l'educació i l'escolarització. Defineix l'educació com la col·laboració harmònica entre tres entitats, dues de «naturals», la família i la societat civil, i la tercera d'ordre «sobrenatural», l'Església.

## Contingut
El màxim portaveu de l'Església catòlica hi defensa la precedència de l'Església en matèries pedagògiques: «Primer, l'educació pertany a l'Església per dues raons d'ordre sobrenatural, exclusivament conferides a ella pel mateix Déu, i per això són absolutament superiors a qualsevol altra raó d'ordre natural.» Els poders de l'Estat poden ajudar, crear les infraestructures i formular les seves necessitats però l'Església té la darrera paraula, com que necessitats i valors temporals de l'Estat són secundaris als valors eterns de l'Església. A més, hi condemna l'ensenyament laic i públic i l'educació «promiscua» amb un plet vehement per a l'educació separada per sexes. Prohibeix tant com sigui possible als pares catòlics d'inscriure els fills a escoles neutres on podrien trobar-se alumnes d'altres confessions. Quan no hi ha alternativa i quan l'escola és única i obligatòria, no només no n'hi ha prou amb un curs de religió ensenyat per catòlics, sinó que també els pares han de refusar que un «acatòlic» ensenyi literatura o ciència.
| « | Igualment erroni i perniciós per a l'educació cristiana és el mètode de la coeducació, basat, segons molts dels seus defensors, en un naturalisme que nega el pecat original i, segons la majoria d'ells, en una deplorable confusió d'idees, que identifica la legítima convivència humana amb una promiscuïtat i igualtat de sexes totalment anivelladora.[…] S'han d'aplicar aquests principis segons les normes de la prudència cristiana,[…] no només a les escoles, sinó també, especialment, al període més delicat i decisiu de la vida que és l'adolescència, als exercicis gimnàstics i esportius, se n'ha d'evitar qualsevol ostensió pública, per preservar particularment la modèstia cristiana de la joventut femenina. | » |

## Aplicació a Espanya
A l'Estat espanyol, a l'auge de la Segona República l'encíclica no va poder frenar l'escola nova ni l'escola mixta. Després de la guerra civil (1936-1939), el franquisme aviat va retrocedir en el temps i cedir a les forces més conservadores. La dictadura va donar suport a una política d'antiintel·lectualisme i de reconquesta del poder polític perdut per l'Església que desesperadament vol tornar a la ignorància i l'obscurantisme. El 1945 la Nueva Ley de Educación Primària (1945) marca els objectius de l'escola franquista, i torna el monopoli a l'Església, que determina l'estructura, el contingut i els mètodes. L'Església crea escoles privades i vigila les públiques. L'encíclica era un tema obligatori del Cursillo de Orientación y perfeccionamiento del magisterio de la «nova Espanya» al qual també s'havia d'ensenyar la «falsedat dels principis de l'Escola Nova». Només des de la transició democràtica, les escoles espanyoles a poc a poc es van emancipar d'una pedagogia basada en les escriptures per copsar mètodes basats en la psicologia i l'observació empírica.